# Alessandro Pajno
Alessandro Pajno (ur. 31 sierpnia 1948 w Palermo) – włoski prawnik, nauczyciel akademicki i urzędnik państwowy, przewodniczący Rady Stanu.

## Życiorys
W 1970 ukończył studia prawnicze na Uniwersytecie w Palermo, po czym został asystentem na tej uczelni. Wykładał później także na Uniwersytecie Bolońskim i na Uniwersytecie Rzymskim „La Sapienza”, w 2003 został wykładowcą na Uniwersytecie LUISS w Rzymie. W pracy naukowej specjalizował się w zagadnieniach z zakresu reform instytucjonalnych i organizacji administracji publicznej.
Obejmował różne funkcje w administracji rządowej, był m.in. dyrektorem gabinetów kilku ministrów (w tym Sergia Mattarelli i Carla Azeglia Ciampiego). W latach 1996–1998 zajmował stanowisko sekretarza generalnego włoskiego rządu w okresie, gdy funkcję premiera pełnił Romano Prodi. W latach 1999–2001 był rządowym komisarzem do spraw federalizacji. Pracował też w Avvocatura dello Stato, organie odpowiedzialnym za ochronę praw i interesów państwa włoskiego. W 2007 został przewodniczącym sekcji w Radzie Stanu, konstytucyjnym organie zajmującym się doradztwem w zakresie prawnych aspektów administracji oraz ochroną sprawiedliwości w działaniu administracji. Od 2006 do 2008 w drugim rządzie Romana Prodiego pełnił funkcję podsekretarza stanu w ministerstwie spraw wewnętrznych.
W 2016 objął stanowisko przewodniczącego Rady Stanu.